# Borkowiny
Borkowiny (niem. Borkowinnen) – osada w Polsce położona w województwie warmińsko-mazurskim, w powiecie oleckim, w gminie Kowale Oleckie. W latach 1975–1998 miejscowość administracyjnie należała do województwa suwalskiego.

## Historia
Wieś lokowana przez księcia Albrechta 3 listopada 1565 roku na prawie lennym, na 40 włók na prawie magdeburskim. Wtedy to książę Albrecht nadał Grzegorzowi, Pawłowi i Andrzejowi Langheimom-Borkowskim (bracia rodzeni stryjeczni) ziemię pod Żelazkami, gdzie już wcześniej posiadali 10 włók. Na tym obszarze powstały wsie Borkowiny i Kucze. Nazwa wsi - Borkowiny - pochodzi od nazwiska zasadźców (Borkowscy). W zamian za nadanie we wsi Borkowiny, bracia odstąpili księciu swe posiadłości w starostwie piskim. 
W XVIII wieku Borkowiny były wsią na prawie chełmińskim, zamieszkiwaną przez wolnych chłopów i należały do parafii w Górnem. Wieś w roku 1938 liczyła 140 mieszkańców. Władze hitlerowskie (w ramach procesu germanizacyjnego) w 1938 r. zmieniły nazwę na Jarken. 